# Idioma tobiano
El idioma tobiano, también llamado tobi o hatohobei es la lengua micronesia hablada en el sur de las islas de Palaos, específicamente de las islas de Tobi (o Hatohobei), Pulo Anna, Merir, Fana, Helen Reef y Sonsoral (o Sonsorol). Existen unos 100 hablantes de esta lengua en el mundo, de los cuales apenas 25 se encuentran en las islas Tobi. Este idioma corre peligro de extinción.

## Ejemplos
- animal = mar
- coco = nuh
- adiós = sabuho
- idioma = ramarih